# Народный парк Гумбольдтхайн

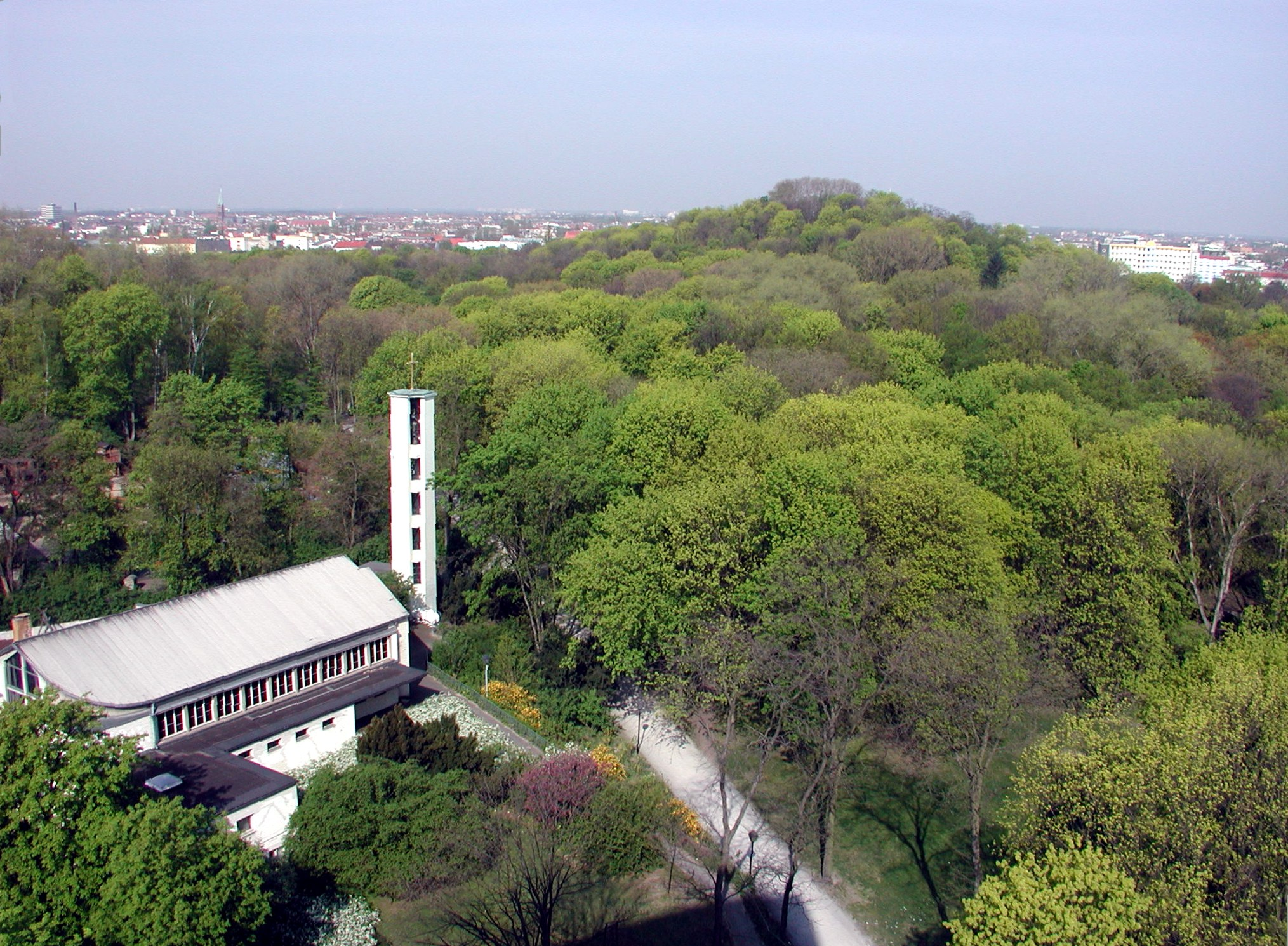
Гумбольдтская высота. Вид с Густав-Майер-аллее. На первом плане — Вознесенская церковь

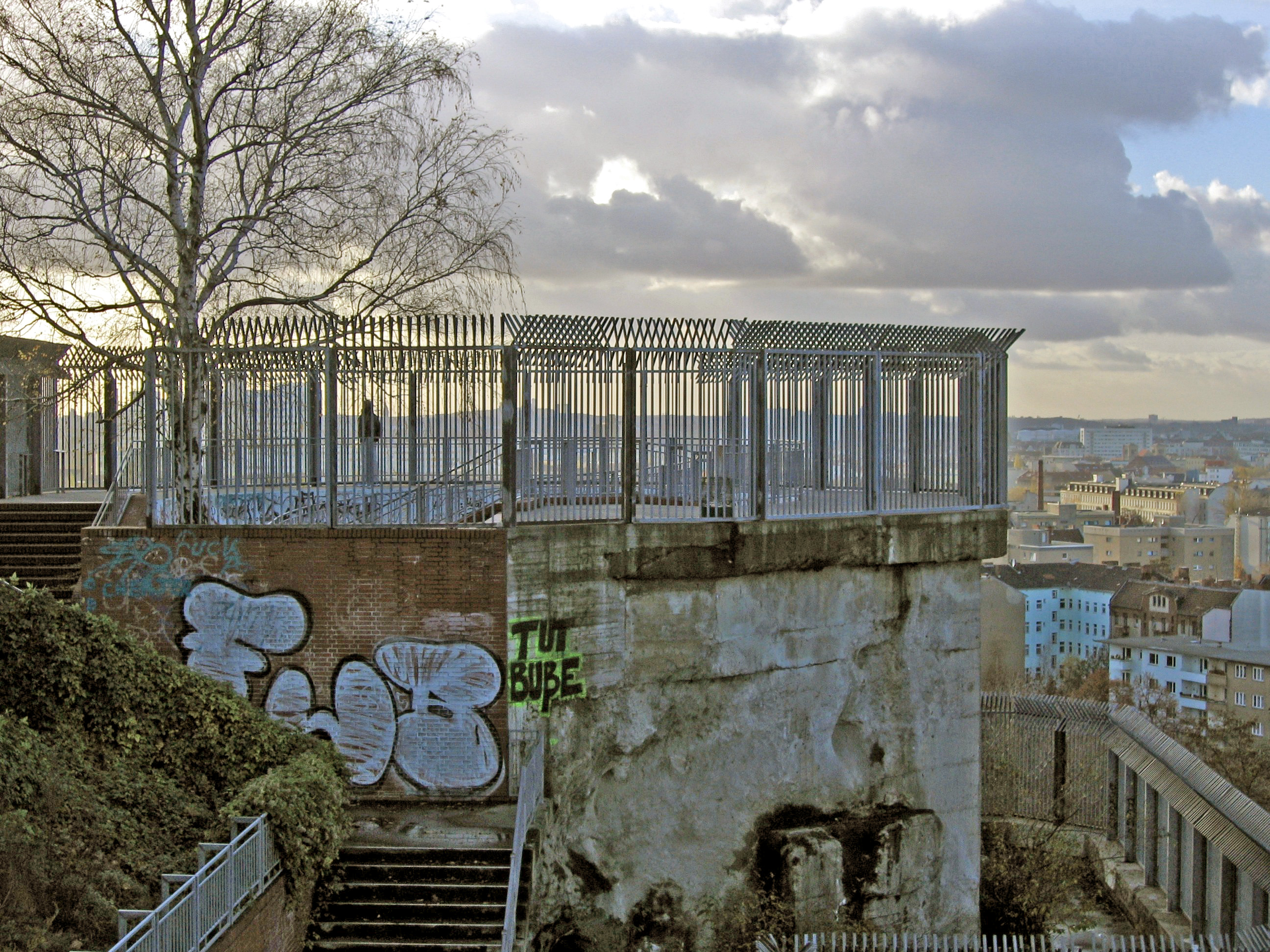
Смотровая площадка в Народном парке Гумбольдтхайн

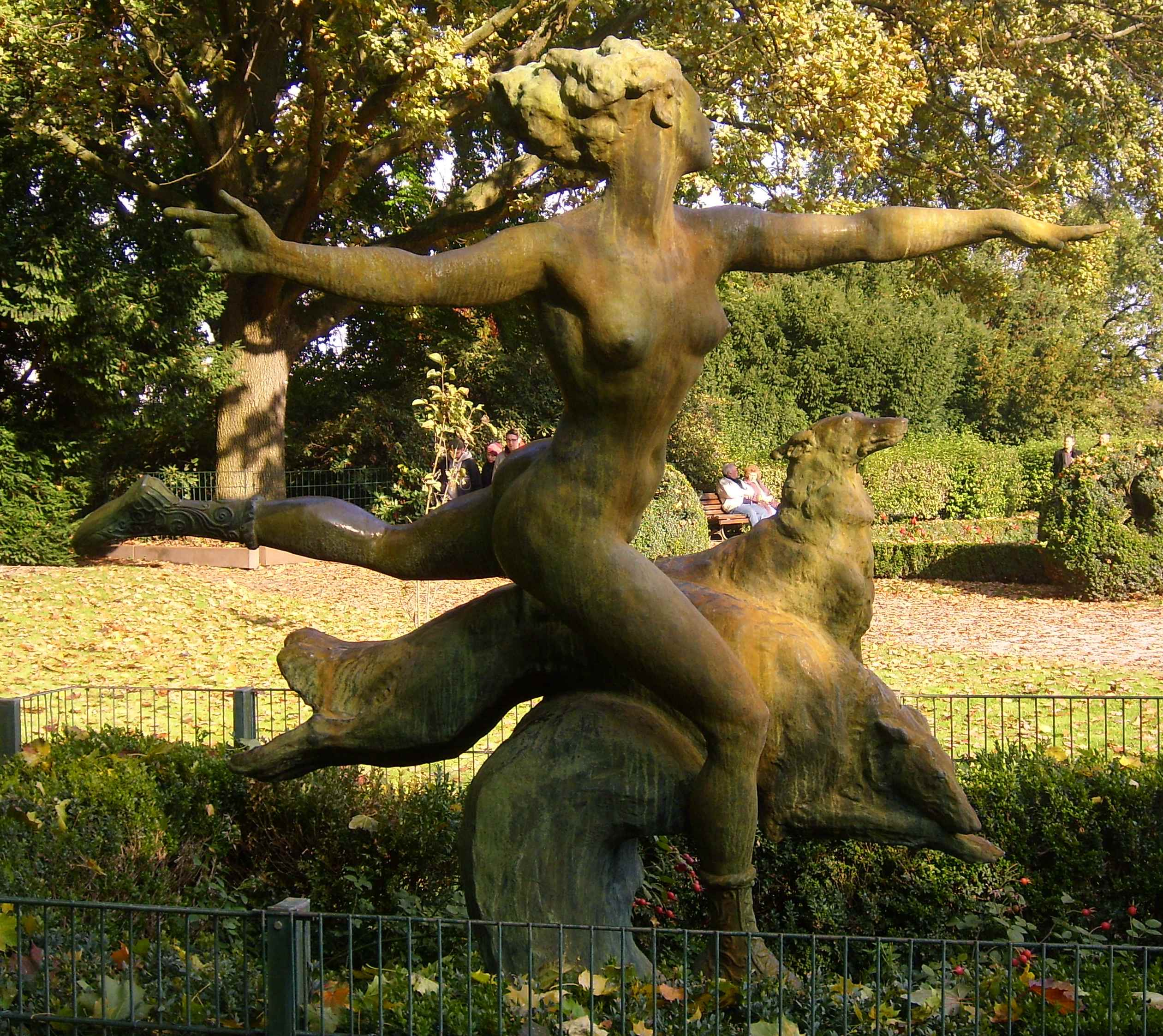
«Диана с борзыми». 1929

Наро́дный парк Гумбольдтха́йн (нем. Volkspark Humboldthain — «Роща Гумбольдта») — парк площадью 29 га в берлинском районе Гезундбруннен в административном округе Митте. Его границы образуют на востоке улица Брунненштрассе, на юге — Густав-Мейер-аллее, на западе — Хусситенштрассе и на севере — Хохштрассе. Находится под охраной государства как памятник садового искусства.

## История
Работы по организации народного парка в Гезундбруннене начались 14 сентября 1869 года, в 100-летний юбилей со дня рождения Александра фон Гумбольдта, по проекту Густава Майера. Парк открылся в 1876 году.
В 1941—1942 годах в парке были возведены две зенитные башни с наземными бункерами. На строительных работах применялся принудительный труд. После войны южная, так называемая «направляющая», башня была взорвана и практически полностью засыпана строительным мусором, превратившись в искусственную гору для зимних видов спорта. Северная, «боевая» башня была взорвана не полностью, также засыпана строительным мусором и ныне под названием «Гумбольдтская высота» служит обзорной площадкой. На Гумбольдтской высоте в 1967 году в годовщину возведения Берлинской стены была установлена алюминиевая скульптура работы Арнольда Шаца «Мемориал единству Германии». В некоторых сохранившихся помещениях боевой зенитной башни в летнее время проводятся экскурсии. Северная стена большого бункера и стена малого бункера используются Немецким союзом альпинистов для тренировок по спортивному скалолазанию с высоким уровнем сложности.
Находившаяся в парке церковь Вознесения на Брунненштрассе была взорвана после войны и восстановлена в 1956 году в другом месте. На её месте в настоящее время размещается великолепный розарий, украшенный бронзовой скульптурой работы Вальтера Шотта «Нимфа на охоте» или «Диана с борзыми», подаренной компанией AEG округу Веддинг в 1953 году. В Гумбольдтхайне также имеется виноградник, урожая которого достаточно для производства 200 бутылок вина в год.